# 伊伯內什蒂鄉 (穆列什縣)
46°46′N 24°59′E / 46.77°N 24.98°E
伊伯內什蒂鄉（羅馬尼亞語：Comuna Ibănești, Mureș），是羅馬尼亞的鄉份，位於該國中部，由穆列什縣負責管轄，面積313平方公里，2007年人口4,441，人口密度每平方公里14人，約九成居民信奉東正教。